# Bahnstrecke Meyrargues–Nizza
| Das im August 1944 zerstörte Viadukt Gorges de Loup nordöstlich von Grasse |                     |                                                            |                                                            |
| Streckennetz der CFSF, 1929 |                     |                                                            |                                                            |
| Streckenlänge: | 210 km              |                                                            |                                                            |
| Spurweite: | 1000 mm (Meterspur) |                                                            |                                                            |
| |                     |                                                            |                                                            |
| \| \| \| Bahnstrecke Eyguières–Meyrargues von Eyguières \| \| \| \| \| Bahnstrecke Lyon–Marseille von Marseille \| \| \| \| 210,2 \| Meyrargues \| 205 m \| \| \| \| Bahnstrecke Lyon–Marseille nach Lyon über Grenoble \| \| \| \| \| RN 96 \| \| \| \| 206,2 \| Peyrolles-en-Provence \| 206 m \| \| \| 201,7 \| Jouques \| 263 m \| \| \| \| RN 561 \| \| \| \| \| Bouches-du-Rhône/Var \| \| \| \| 196,2 \| Port-Sec-des-Roques \| 307 m \| \| \| 191,1 \| Rians \| 354 m \| \| \| \| RN 561 \| \| \| \| \| \| \| \| \| \| RN 561 \| \| \| \| 187,0 \| Artigues \| 363 m \| \| \| 183,5 \| Esparron \| 393 m \| \| \| 180,3 \| Saint-Martin \| 375 m \| \| \| \| RN 561 \| \| \| \| 173,9 \| Varages \| 306 m \| \| \| \| L’Eau Salée (3×) \| \| \| \| \| St. Pothin \| \| \| \| 167,8 \| Barjols \| 304 m \| \| \| \| RN 560 \| \| \| \| \| La Fauvery \| \| \| \| 165,8 \| Pontevès \| 330 m \| \| \| \| RN 560 \| \| \| \| 162,6 \| Camparoux (Bauxit) \| Camparoux (Bauxit) \| \| \| 158,3 \| Rognette \| 404 m \| \| \| \| RN 560 (2×) \| \| \| \| 155,4 \| Mine de St. Barnabé (Bauxit) \| Mine de St. Barnabé (Bauxit) \| \| \| 151,1 \| Aups-Sillans \| 363 m \| \| \| \| La Bresque \| \| \| \| \| RN 560 \| \| \| \| \| GC 131 \| \| \| \| 143,2 \| Salernes-Villecroze \| 241 m \| \| \| \| RN 560 \| \| \| \| 135,5 \| Entrecasteaux \| 245 m \| \| \| 132,7 \| Sainte Foy \| 253 m \| \| \| 128,7 \| Lorgues \| 238 m \| \| \| \| \| \| \| \| \| Florieye \| \| \| \| 123,6 \| Sauve-Clare \| 201 m \| \| \| \| Tunnel Les Faïsses (3×) (80+120+70 m) \| \| \| \| 119,8 \| Flayosc \| 234 m \| \| \| \| RN 562 \| \| \| \| \| RN 557 \| \| \| \| \| Nartuby \| \| \| \| \| RN 557 \| \| \| \| 112,7 \| Draguignan \| 180 m \| \| \| \| Bahnstrecke Les Arcs–Draguignan \| \| \| \| \| RN 555 \| \| \| \| \| RN 562 \| \| \| \| 101,7 \| Figanières \| Figanières \| \| \| \| \| \| \| \| 97,2 \| Callas \| Callas \| \| \| \| \| \| \| \| 93,7 \| Bargemon \| Bargemon \| \| \| 90,6 \| Claviers \| 398 m \| \| \| 85,8 \| Les Méaulx \| Les Méaulx \| \| \| 82,6 \| Rayol (120 m) \| Rayol (120 m) \| \| \| 79,5 \| Seillans \| Seillans \| \| \| 74,5 \| Fayence \| Fayence \| \| \| \| RN 563 \| \| \| \| 70,3 \| Callian \| Callian \| \| \| 67,4 \| Montauroux \| 198 m \| \| \| \| RN 562 \| \| \| \| \| Var/Alpes-Maritimes \| \| \| \| 62,3 \| Saint-Cassien-Tanneron \| Saint-Cassien-Tanneron \| \| \| 60,9 \| Siagne (Siagneviadukt) (zerstört seit August 1944) (230 m) \| Siagne (Siagneviadukt) (zerstört seit August 1944) (230 m) \| \| \| 59,2 \| Tunnel de Planasteaux (535 m) \| Tunnel de Planasteaux (535 m) \| \| \| \| RN 562 \| \| \| \| 55,2 \| Peymeinade \| Peymeinade \| \| \| \| Cabris-Sainte-Cézaire \| \| \| \| \| Saint-Jacques \| \| \| \| \| ehem. RN 562 \| \| \| \| \| ehem. RN 567 \| \| \| \| \| Grasse (PLM) \| \| \| \| \| Tramways des Alpes-Maritimes nach Cagnes-sur-Mer \| \| \| \| 48,8 \| Grasse \| 267 m \| \| \| 48,5 \| Font-Laugière (Pont Eiffel) \| Font-Laugière (Pont Eiffel) \| \| \| 45,8 \| Riou-de Magagnosc (Pont Félix Martin) \| Riou-de Magagnosc (Pont Félix Martin) \| \| \| 44,6 \| Tunnel de Saint-Laurent (125 m) \| Tunnel de Saint-Laurent (125 m) \| \| \| 44,4 \| Magagnosc-Châteauneuf \| Magagnosc-Châteauneuf \| \| \| 41,5 \| Tunnel de Pré-du-Lac (515 m) \| Tunnel de Pré-du-Lac (515 m) \| \| \| 41,7 \| Tunnel du Riou-le-Bar (104 m) \| Tunnel du Riou-le-Bar (104 m) \| \| \| 41,5 \| Riou-du-Bar \| Riou-du-Bar \| \| \| 41,0 \| Le Bar-sur-Loup \| 300 m \| \| \| 40,2 \| Ribas ou de la Fanerie \| Ribas ou de la Fanerie \| \| \| \| RD 2210 (ehem. RN 210) \| \| \| \| 38,0 \| Loup \| Loup \| \| \| 38,9 \| Riou-de-Gourdon \| Riou-de-Gourdon \| \| \| 37,7 \| Loup (zerstört seit August 1944) (319 m) \| Loup (zerstört seit August 1944) (319 m) \| \| \| 37,6 \| Tunnel du Loup (60 m) \| Tunnel du Loup (60 m) \| \| \| \| RD 2210 (ehem. RN 210) \| \| \| \| 34,6 \| Vallettes \| Vallettes \| \| \| 33,8 \| Clare \| Clare \| \| \| 32,7 \| Saint Antoine \| Saint Antoine \| \| \| \| RD 2210 (ehem. N. 210) \| \| \| \| 31,0 \| Tourrettes-sur-Loup \| Tourrettes-sur-Loup \| \| \| 30,5 \| Pasceressa (zerstört seit August 1944) \| Pasceressa (zerstört seit August 1944) \| \| \| 30,2 \| Cassan \| Cassan \| \| \| 29,1 \| Téolière \| Téolière \| \| \| 27,2 \| Malvan (190 m) \| Malvan (190 m) \| \| \| \| RD 2210 (ehem. RN 210) \| \| \| \| 26,0 \| Vence \| 325 m \| \| \| 24,7 \| Lubiane (90 m) \| Lubiane (90 m) \| \| \| \| RD 2210 (ehem. RN 210) \| \| \| \| 23,5 \| Tunnel des Fonts (53 m) \| Tunnel des Fonts (53 m) \| \| \| 22,3 \| Tunnel des Canons (30 m) \| Tunnel des Canons (30 m) \| \| \| 22,0 \| Cagne \| Cagne \| \| \| 21,7 \| Tunnel de la Cagne (224 m) \| Tunnel de la Cagne (224 m) \| \| \| 21,2 \| Saint-Jeannet-La Gaude \| Saint-Jeannet-La Gaude \| \| \| 20,2 \| Tunnel de Saint-Jeannet (860 m) \| Tunnel de Saint-Jeannet (860 m) \| \| \| \| RN 209 \| \| \| \| 15,8 \| Gattières \| Gattières \| \| \| 14,4 \| Enghiéri (RN 210) \| Enghiéri (RN 210) \| \| \| 13,6 \| Pont de la Manda Var \| Pont de la Manda Var \| \| \| \| Bahnstrecke Nizza–Digne-les-Bains \| nach Digne \| \| \| \| Bahnstrecke Nizza–Digne-les-Bains \| nach Digne \| \| \| 12,8 \| Colomars (1892–1968) \| 62 m \| \| \| \| Bahnstrecke Nizza–Digne-les-Bains \| nach Digne \| \| \| 10,5 \| Bellet–Tennis des Combes (1893–) \| 50 m \| \| \| 9,2 \| Saint-Sauveur (seit 1949) \| 42 m \| \| \| 7,8 \| Lingostière \| 36 m \| \| \| 6,5 \| Saint-Isidore \| 57 m \| \| \| 5,6 \| Crémat–PAL (seit 1987) \| Crémat–PAL (seit 1987) \| \| \| 4,2 \| Tunnel de Bellet (950 m) \| Tunnel de Bellet (950 m) \| \| \| 4,1 \| Magnan \| 77 m \| \| \| 3,3 \| La Madeleine \| La Madeleine \| \| \| 3,0 \| Saint-Pierre \| 60 m \| \| \| 2,7 \| Pont de Verani (26 m) \| Pont de Verani (26 m) \| \| \| 2,1 \| Tunnel de Saint-Pierre (633 m) \| Tunnel de Saint-Pierre (633 m) \| \| \| 2,0 \| Saint-Philippe (seit 1981) \| Saint-Philippe (seit 1981) \| \| \| 1,6 \| Tunnel de Saint-Philippe (255 m) \| 60 m \| \| \| 1,2 \| Parc Impérial (seit 1986) \| Parc Impérial (seit 1986) \| \| \| 0,8 \| Tunnel de la Mantéga et du Piol (350 m) \| Tunnel de la Mantéga et du Piol (350 m) \| \| \| 0,6 \| Gambetta \| 25 m \| \| \| 0,4 \| Abzw. nach Bahnhof Nice-Ville \| Abzw. nach Bahnhof Nice-Ville \| \| \| 0,2 \| Nice-CP (seit 1991) \| 22 m \| \| \| 0,0 \| Nice-Sud (bis 1991) \| Nice-Sud (bis 1991) \| |                     |                                                            |                                                            |
| |                     | Bahnstrecke Eyguières–Meyrargues von Eyguières             |                                                            |
| Kreuzung geradeaus unten (Strecke geradeaus außer Betrieb) · Strecke quer · Strecke von rechts |                     | Bahnstrecke Lyon–Marseille von Marseille                   | Bahnstrecke Lyon–Marseille von Marseille                   |
| Kopfbahnhof Streckenende · Kopfbahnhof Streckenanfang (Strecke außer Betrieb) · Bahnhof | 210,2               | Meyrargues                                                 | 205 m                                                      |
| Strecke · Strecke nach links |                     | Bahnstrecke Lyon–Marseille nach Lyon über Grenoble         | Bahnstrecke Lyon–Marseille nach Lyon über Grenoble         |
| Bahnübergang (Strecke außer Betrieb) |                     | RN 96                                                      | RN 96                                                      |
| Bahnhof (Strecke außer Betrieb) | 206,2               | Peyrolles-en-Provence                                      | 206 m                                                      |
| Bahnhof (Strecke außer Betrieb) | 201,7               | Jouques                                                    | 263 m                                                      |
| Bahnübergang (Strecke außer Betrieb) |                     | RN 561                                                     | RN 561                                                     |
| Grenze (Strecke außer Betrieb) |                     | Bouches-du-Rhône/Var                                       | Bouches-du-Rhône/Var                                       |
| Haltepunkt / Haltestelle (Strecke außer Betrieb) | 196,2               | Port-Sec-des-Roques                                        | 307 m                                                      |
| Bahnhof (Strecke außer Betrieb) | 191,1               | Rians                                                      | 354 m                                                      |
| Bahnübergang (Strecke außer Betrieb) |                     | RN 561                                                     | RN 561                                                     |
| Tunnel (Strecke außer Betrieb) |                     |                                                            |                                                            |
| Bahnübergang (Strecke außer Betrieb) |                     | RN 561                                                     | RN 561                                                     |
| Haltepunkt / Haltestelle (Strecke außer Betrieb) | 187,0               | Artigues                                                   | 363 m                                                      |
| Haltepunkt / Haltestelle (Strecke außer Betrieb) | 183,5               | Esparron                                                   | 393 m                                                      |
| Haltepunkt / Haltestelle (Strecke außer Betrieb) | 180,3               | Saint-Martin                                               | 375 m                                                      |
| Bahnübergang (Strecke außer Betrieb) |                     | RN 561                                                     | RN 561                                                     |
| Haltepunkt / Haltestelle (Strecke außer Betrieb) | 173,9               | Varages                                                    | 306 m                                                      |
| Brücke über Wasserlauf (Strecke außer Betrieb) |                     | L’Eau Salée (3×)                                           | L’Eau Salée (3×)                                           |
| Tunnel (Strecke außer Betrieb) |                     | St. Pothin                                                 | St. Pothin                                                 |
| Bahnhof (Strecke außer Betrieb) | 167,8               | Barjols                                                    | 304 m                                                      |
| Bahnübergang (Strecke außer Betrieb) |                     | RN 560                                                     | RN 560                                                     |
| Brücke über Wasserlauf (Strecke außer Betrieb) |                     | La Fauvery                                                 | La Fauvery                                                 |
| Haltepunkt / Haltestelle (Strecke außer Betrieb) | 165,8               | Pontevès                                                   | 330 m                                                      |
| Bahnübergang (Strecke außer Betrieb) |                     | RN 560                                                     | RN 560                                                     |
| Dienststation / Betriebs- oder Güterbahnhof (Strecke außer Betrieb) | 162,6               | Camparoux (Bauxit)                                         | Camparoux (Bauxit)                                         |
| Haltepunkt / Haltestelle (Strecke außer Betrieb) | 158,3               | Rognette                                                   | 404 m                                                      |
| Bahnübergang (Strecke außer Betrieb) |                     | RN 560 (2×)                                                | RN 560 (2×)                                                |
| Dienststation / Betriebs- oder Güterbahnhof (Strecke außer Betrieb) | 155,4               | Mine de St. Barnabé (Bauxit)                               | Mine de St. Barnabé (Bauxit)                               |
| Haltepunkt / Haltestelle (Strecke außer Betrieb) | 151,1               | Aups-Sillans                                               | 363 m                                                      |
| Brücke über Wasserlauf (Strecke außer Betrieb) |                     | La Bresque                                                 | La Bresque                                                 |
| Strecke mit Straßenbrücke (Strecke außer Betrieb) |                     | RN 560                                                     | RN 560                                                     |
| Strecke mit Straßenbrücke (Strecke außer Betrieb) |                     | GC 131                                                     | GC 131                                                     |
| Bahnhof (Strecke außer Betrieb) | 143,2               | Salernes-Villecroze                                        | 241 m                                                      |
| Bahnübergang (Strecke außer Betrieb) |                     | RN 560                                                     | RN 560                                                     |
| Haltepunkt / Haltestelle (Strecke außer Betrieb) | 135,5               | Entrecasteaux                                              | 245 m                                                      |
| Haltepunkt / Haltestelle (Strecke außer Betrieb) | 132,7               | Sainte Foy                                                 | 253 m                                                      |
| Bahnhof (Strecke außer Betrieb) | 128,7               | Lorgues                                                    | 238 m                                                      |
| Tunnel (Strecke außer Betrieb) |                     |                                                            |                                                            |
| Brücke über Wasserlauf (Strecke außer Betrieb) |                     | Florieye                                                   | Florieye                                                   |
| Haltepunkt / Haltestelle (Strecke außer Betrieb) | 123,6               | Sauve-Clare                                                | 201 m                                                      |
| Tunnel (Strecke außer Betrieb) |                     | Tunnel Les Faïsses (3×) (80+120+70 m)                      | Tunnel Les Faïsses (3×) (80+120+70 m)                      |
| Haltepunkt / Haltestelle (Strecke außer Betrieb) | 119,8               | Flayosc                                                    | 234 m                                                      |
| Strecke mit Straßenbrücke (Strecke außer Betrieb) |                     | RN 562                                                     | RN 562                                                     |
| Bahnübergang (Strecke außer Betrieb) |                     | RN 557                                                     | RN 557                                                     |
| Brücke über Wasserlauf (Strecke außer Betrieb) |                     | Nartuby                                                    | Nartuby                                                    |
| Bahnübergang (Strecke außer Betrieb) |                     | RN 557                                                     | RN 557                                                     |
| Bahnhof (Strecke außer Betrieb) · Kopfbahnhof Streckenanfang | 112,7               | Draguignan                                                 | 180 m                                                      |
| Strecke quer · Kreuzung geradeaus oben · Strecke nach rechts (außer Betrieb) |                     | Bahnstrecke Les Arcs–Draguignan                            | Bahnstrecke Les Arcs–Draguignan                            |
| Strecke mit Straßenbrücke (Strecke außer Betrieb) |                     | RN 555                                                     | RN 555                                                     |
| Bahnübergang (Strecke außer Betrieb) |                     | RN 562                                                     | RN 562                                                     |
| Haltepunkt / Haltestelle (Strecke außer Betrieb) | 101,7               | Figanières                                                 | Figanières                                                 |
| Tunnel (Strecke außer Betrieb) |                     |                                                            |                                                            |
| Haltepunkt / Haltestelle (Strecke außer Betrieb) | 97,2                | Callas                                                     | Callas                                                     |
| Tunnel (Strecke außer Betrieb) |                     |                                                            |                                                            |
| Bahnhof (Strecke außer Betrieb) | 93,7                | Bargemon                                                   | Bargemon                                                   |
| Haltepunkt / Haltestelle (Strecke außer Betrieb) | 90,6                | Claviers                                                   | 398 m                                                      |
| Haltepunkt / Haltestelle (Strecke außer Betrieb) | 85,8                | Les Méaulx                                                 | Les Méaulx                                                 |
| Brücke über Wasserlauf (Strecke außer Betrieb) | 82,6                | Rayol (120 m)                                              | Rayol (120 m)                                              |
| Haltepunkt / Haltestelle (Strecke außer Betrieb) | 79,5                | Seillans                                                   | Seillans                                                   |
| Bahnhof (Strecke außer Betrieb) | 74,5                | Fayence                                                    | Fayence                                                    |
| Bahnübergang (Strecke außer Betrieb) |                     | RN 563                                                     | RN 563                                                     |
| Haltepunkt / Haltestelle (Strecke außer Betrieb) | 70,3                | Callian                                                    | Callian                                                    |
| Bahnhof (Strecke außer Betrieb) | 67,4                | Montauroux                                                 | 198 m                                                      |
| Bahnübergang (Strecke außer Betrieb) |                     | RN 562                                                     | RN 562                                                     |
| Grenze (Strecke außer Betrieb) |                     | Var/Alpes-Maritimes                                        | Var/Alpes-Maritimes                                        |
| Haltepunkt / Haltestelle (Strecke außer Betrieb) | 62,3                | Saint-Cassien-Tanneron                                     | Saint-Cassien-Tanneron                                     |
| Brücke über Wasserlauf (Strecke außer Betrieb) | 60,9                | Siagne (Siagneviadukt) (zerstört seit August 1944) (230 m) | Siagne (Siagneviadukt) (zerstört seit August 1944) (230 m) |
| Tunnel (Strecke außer Betrieb) | 59,2                | Tunnel de Planasteaux (535 m)                              | Tunnel de Planasteaux (535 m)                              |
| Bahnübergang (Strecke außer Betrieb) |                     | RN 562                                                     | RN 562                                                     |
| Haltepunkt / Haltestelle (Strecke außer Betrieb) | 55,2                | Peymeinade                                                 | Peymeinade                                                 |
| Haltepunkt / Haltestelle (Strecke außer Betrieb) |                     | Cabris-Sainte-Cézaire                                      | Cabris-Sainte-Cézaire                                      |
| Haltepunkt / Haltestelle (Strecke außer Betrieb) |                     | Saint-Jacques                                              | Saint-Jacques                                              |
| Bahnübergang (Strecke außer Betrieb) |                     | ehem. RN 562                                               | ehem. RN 562                                               |
| Strecke mit Straßenbrücke (Strecke außer Betrieb) |                     | ehem. RN 567                                               | ehem. RN 567                                               |
| Bahnhof (Strecke außer Betrieb) |                     | Grasse (PLM)                                               | Grasse (PLM)                                               |
| Abzweig geradeaus und nach rechts (Strecke außer Betrieb) |                     | Tramways des Alpes-Maritimes nach Cagnes-sur-Mer           | Tramways des Alpes-Maritimes nach Cagnes-sur-Mer           |
| Bahnhof (Strecke außer Betrieb) | 48,8                | Grasse                                                     | 267 m                                                      |
| Brücke über Wasserlauf (Strecke außer Betrieb) | 48,5                | Font-Laugière (Pont Eiffel)                                | Font-Laugière (Pont Eiffel)                                |
| Brücke über Wasserlauf (Strecke außer Betrieb) | 45,8                | Riou-de Magagnosc (Pont Félix Martin)                      | Riou-de Magagnosc (Pont Félix Martin)                      |
| Tunnel (Strecke außer Betrieb) | 44,6                | Tunnel de Saint-Laurent (125 m)                            | Tunnel de Saint-Laurent (125 m)                            |
| Haltepunkt / Haltestelle (Strecke außer Betrieb) | 44,4                | Magagnosc-Châteauneuf                                      | Magagnosc-Châteauneuf                                      |
| Tunnel (Strecke außer Betrieb) | 41,5                | Tunnel de Pré-du-Lac (515 m)                               | Tunnel de Pré-du-Lac (515 m)                               |
| Tunnel (Strecke außer Betrieb) | 41,7                | Tunnel du Riou-le-Bar (104 m)                              | Tunnel du Riou-le-Bar (104 m)                              |
| Brücke über Wasserlauf (Strecke außer Betrieb) | 41,5                | Riou-du-Bar                                                | Riou-du-Bar                                                |
| Haltepunkt / Haltestelle (Strecke außer Betrieb) | 41,0                | Le Bar-sur-Loup                                            | 300 m                                                      |
| Brücke über Wasserlauf (Strecke außer Betrieb) | 40,2                | Ribas ou de la Fanerie                                     | Ribas ou de la Fanerie                                     |
| Strecke mit Straßenbrücke (Strecke außer Betrieb) |                     | RD 2210 (ehem. RN 210)                                     | RD 2210 (ehem. RN 210)                                     |
| Haltepunkt / Haltestelle (Strecke außer Betrieb) | 38,0                | Loup                                                       | Loup                                                       |
| Brücke über Wasserlauf (Strecke außer Betrieb) | 38,9                | Riou-de-Gourdon                                            | Riou-de-Gourdon                                            |
| Brücke über Wasserlauf (Strecke außer Betrieb) | 37,7                | Loup (zerstört seit August 1944) (319 m)                   | Loup (zerstört seit August 1944) (319 m)                   |
| Tunnel (Strecke außer Betrieb) | 37,6                | Tunnel du Loup (60 m)                                      | Tunnel du Loup (60 m)                                      |
| Bahnübergang (Strecke außer Betrieb) |                     | RD 2210 (ehem. RN 210)                                     | RD 2210 (ehem. RN 210)                                     |
| Haltepunkt / Haltestelle (Strecke außer Betrieb) | 34,6                | Vallettes                                                  | Vallettes                                                  |
| Brücke über Wasserlauf (Strecke außer Betrieb) | 33,8                | Clare                                                      | Clare                                                      |
| Brücke über Wasserlauf (Strecke außer Betrieb) | 32,7                | Saint Antoine                                              | Saint Antoine                                              |
| Bahnübergang (Strecke außer Betrieb) |                     | RD 2210 (ehem. N. 210)                                     | RD 2210 (ehem. N. 210)                                     |
| Haltepunkt / Haltestelle (Strecke außer Betrieb) | 31,0                | Tourrettes-sur-Loup                                        | Tourrettes-sur-Loup                                        |
| Brücke über Wasserlauf (Strecke außer Betrieb) | 30,5                | Pasceressa (zerstört seit August 1944)                     | Pasceressa (zerstört seit August 1944)                     |
| Brücke über Wasserlauf (Strecke außer Betrieb) | 30,2                | Cassan                                                     | Cassan                                                     |
| Brücke über Wasserlauf (Strecke außer Betrieb) | 29,1                | Téolière                                                   | Téolière                                                   |
| Brücke über Wasserlauf (Strecke außer Betrieb) | 27,2                | Malvan (190 m)                                             | Malvan (190 m)                                             |
| Strecke mit Straßenbrücke (Strecke außer Betrieb) |                     | RD 2210 (ehem. RN 210)                                     | RD 2210 (ehem. RN 210)                                     |
| Bahnhof (Strecke außer Betrieb) | 26,0                | Vence                                                      | 325 m                                                      |
| Brücke über Wasserlauf (Strecke außer Betrieb) | 24,7                | Lubiane (90 m)                                             | Lubiane (90 m)                                             |
| Bahnübergang (Strecke außer Betrieb) |                     | RD 2210 (ehem. RN 210)                                     | RD 2210 (ehem. RN 210)                                     |
| Tunnel (Strecke außer Betrieb) | 23,5                | Tunnel des Fonts (53 m)                                    | Tunnel des Fonts (53 m)                                    |
| Tunnel (Strecke außer Betrieb) | 22,3                | Tunnel des Canons (30 m)                                   | Tunnel des Canons (30 m)                                   |
| Brücke über Wasserlauf (Strecke außer Betrieb) | 22,0                | Cagne                                                      | Cagne                                                      |
| Tunnel (Strecke außer Betrieb) | 21,7                | Tunnel de la Cagne (224 m)                                 | Tunnel de la Cagne (224 m)                                 |
| Haltepunkt / Haltestelle (Strecke außer Betrieb) | 21,2                | Saint-Jeannet-La Gaude                                     | Saint-Jeannet-La Gaude                                     |
| Tunnel (Strecke außer Betrieb) | 20,2                | Tunnel de Saint-Jeannet (860 m)                            | Tunnel de Saint-Jeannet (860 m)                            |
| Bahnübergang (Strecke außer Betrieb) |                     | RN 209                                                     | RN 209                                                     |
| Bahnhof (Strecke außer Betrieb) | 15,8                | Gattières                                                  | Gattières                                                  |
| Strecke mit Straßenbrücke (Strecke außer Betrieb) | 14,4                | Enghiéri (RN 210)                                          | Enghiéri (RN 210)                                          |
| Brücke über Wasserlauf (Strecke außer Betrieb) | 13,6                | Pont de la Manda Var                                       | Pont de la Manda Var                                       |
| Kreuzung geradeaus oben (Strecke geradeaus außer Betrieb) |                     | Bahnstrecke Nizza–Digne-les-Bains                          | nach Digne                                                 |
| Abzweig geradeaus, nach links und von links (Strecke außer Betrieb) |                     | Bahnstrecke Nizza–Digne-les-Bains                          | nach Digne                                                 |
| Bahnhof (Strecke außer Betrieb) | 12,8                | Colomars (1892–1968)                                       | 62 m                                                       |
| Abzweig ehemals geradeaus und von rechts |                     | Bahnstrecke Nizza–Digne-les-Bains                          | nach Digne                                                 |
| Haltepunkt / Haltestelle | 10,5                | Bellet–Tennis des Combes (1893–)                           | 50 m                                                       |
| Haltepunkt / Haltestelle | 9,2                 | Saint-Sauveur (seit 1949)                                  | 42 m                                                       |
| Bahnhof | 7,8                 | Lingostière                                                | 36 m                                                       |
| Haltepunkt / Haltestelle | 6,5                 | Saint-Isidore                                              | 57 m                                                       |
| Haltepunkt / Haltestelle | 5,6                 | Crémat–PAL (seit 1987)                                     | Crémat–PAL (seit 1987)                                     |
| Tunnel | 4,2                 | Tunnel de Bellet (950 m)                                   | Tunnel de Bellet (950 m)                                   |
| Brücke über Wasserlauf | 4,1                 | Magnan                                                     | 77 m                                                       |
| Bahnhof | 3,3                 | La Madeleine                                               | La Madeleine                                               |
| Brücke über Wasserlauf | 3,0                 | Saint-Pierre                                               | 60 m                                                       |
| Brücke | 2,7                 | Pont de Verani (26 m)                                      | Pont de Verani (26 m)                                      |
| Tunnel | 2,1                 | Tunnel de Saint-Pierre (633 m)                             | Tunnel de Saint-Pierre (633 m)                             |
| Haltepunkt / Haltestelle | 2,0                 | Saint-Philippe (seit 1981)                                 | Saint-Philippe (seit 1981)                                 |
| Tunnel | 1,6                 | Tunnel de Saint-Philippe (255 m)                           | 60 m                                                       |
| Haltepunkt / Haltestelle | 1,2                 | Parc Impérial (seit 1986)                                  | Parc Impérial (seit 1986)                                  |
| Tunnel | 0,8                 | Tunnel de la Mantéga et du Piol (350 m)                    | Tunnel de la Mantéga et du Piol (350 m)                    |
| Haltepunkt / Haltestelle | 0,6                 | Gambetta                                                   | 25 m                                                       |
| Abzweig geradeaus und ehemals nach rechts | 0,4                 | Abzw. nach Bahnhof Nice-Ville                              | Abzw. nach Bahnhof Nice-Ville                              |
| Kopfbahnhof Strecke ab hier außer Betrieb | 0,2                 | Nice-CP (seit 1991)                                        | 22 m                                                       |
| Kopfbahnhof Streckenende (Strecke außer Betrieb) | 0,0                 | Nice-Sud (bis 1991)                                        | Nice-Sud (bis 1991)                                        |

Die Bahnstrecke Meyrargues–Nizza, im Volksmund französisch Train des Pignes (deutsch: Pinienzapfenbahn) genannt, war eine eingleisige Meterspur-Bahnstrecke in den Départements Bouches-du-Rhône, Var und Alpes-Maritimes, die zwischen 1889 und 1892 eröffnet und bis August 1944 vollständig befahren wurde. An den beiden Streckenenden Meyrargues und Nizza sowie in Draguignan gab es Anschluss an normalspurige Strecken der Compagnie Paris-Lyon-Méditerranée (PLM). Schwere, durch das Deutsche Heer während seines Rückzuges verursachte, Schäden an drei wichtigen Talbrücken verhinderten die vollständige Wiederaufnahme des Betriebs nach dem Zweiten Weltkrieg. Im Januar 1950 wurde auch der Verkehr auf dem letzten Abschnitt eingestellt. Einige Besonderheiten haben die Strecke einmalig gemacht.

## Geschichte
Nach dem Frieden von Zürich fiel die Grafschaft Nizza, die seit 1380 zum Haus Savoyen, also zuletzt zu Italien gehört hatte, 1860 an Frankreich. Aus militärischer Sicht war ein Bahnanschluss als Strategische Bahn daher unerlässlich. Seit dem Beschluss über den Bau der Bahnstrecke Marseille–Ventimiglia 1852, die entlang der Mittelmeerküste verlief, gab es in dieser Region ab 1864 bereits militärische Versorgungskapazitäten, doch wünschte die Generalität eine weitere Strecke. Mit dem Plan Freycinet genannten Gesetz, das am 18. Mai 1878 beschlossen und 14 Monate später noch erweitert wurde, konnte der Bau von insgesamt 8850 Kilometern auf 181 Bahnstrecken finanziert werden. Diese Strecke, die immer als eine Einheit verstanden und auch durchgängig betrieben wurde, bestand nach dem Freycinet-Plan aus zwei Teilen:
- Streckennummer 139: Draguignan–Grasse–Vence–Cagnes-sur-Mer
- Streckennummer 140: Draguignan–Barjols–Mirabeau (später in das nahe Meyrargues geändert)

Der Bau dieser Bahn mit vielen Ingenieurbauwerken war sehr aufwendig, die Trassierung war schwierig und erforderte viele enge Kurvenradien. Eine Meterspur wurde als die einzig wirtschaftliche angesehen, womit erstmals eine vom Staat gebaute Bahn von der Normalspur abwich. Die Konzession für den Betrieb wurde am 17. August 1885 für 99 Jahre der Chemins de fer du Sud de la France erteilt, die eigens dafür gegründet worden war.

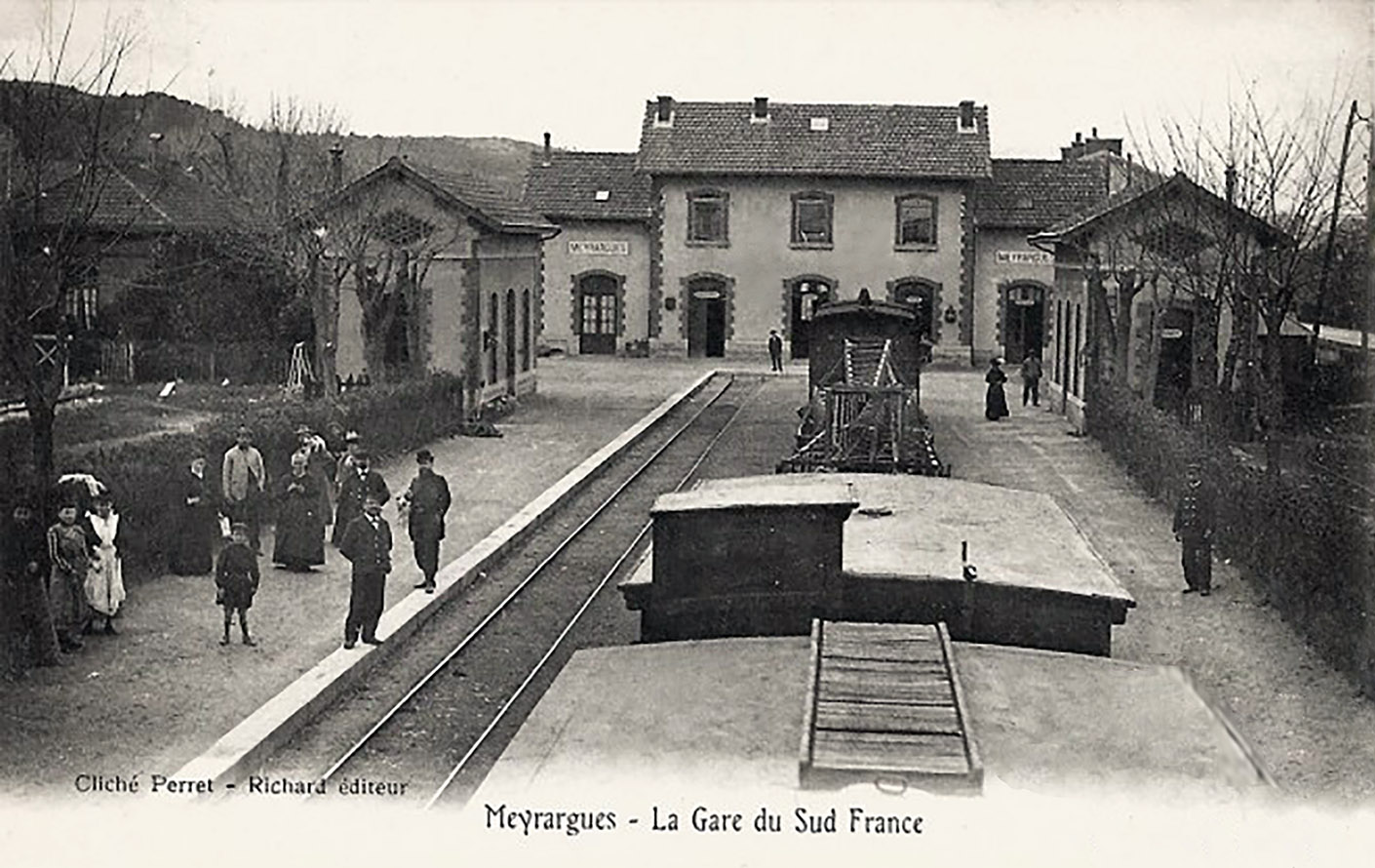
Bahnhof Meyrargues, ca. 1910er-Jahre

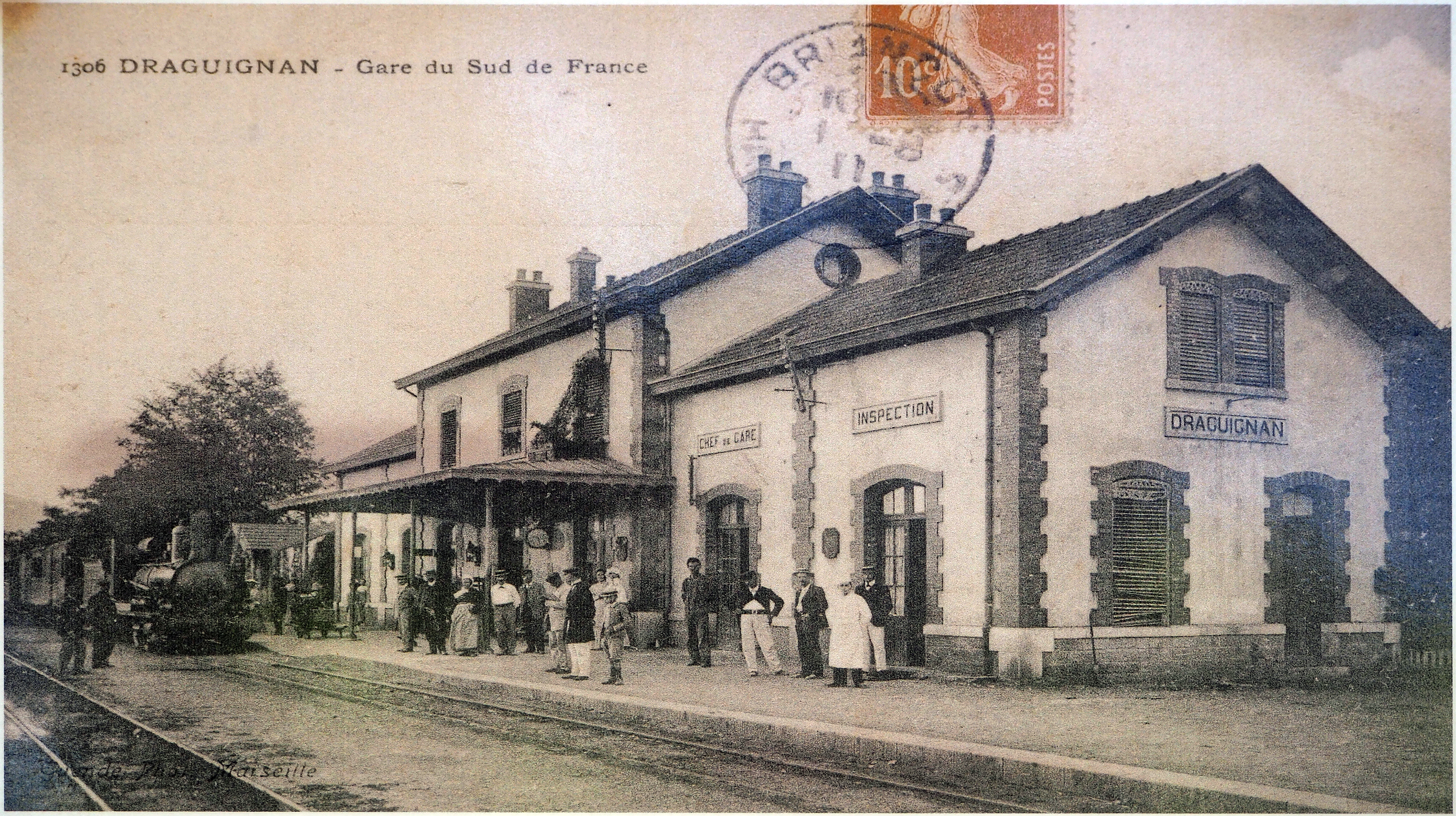
Zentraler Bahnhof Draguignan 1914

Die Bauarbeiten für die bereits im Sommer 1885 für öffentlich erklärte Strecke liefen ab 1886 von dem zentralen Ort Draguignan, Endpunkt der Bahnstrecke Les Arcs–Draguignan, in beide Richtungen. Bereits am 22. März 1889 konnte der westliche Abschnitt bis Meyrargues eröffnet werden, der dort an die Bahnstrecke Lyon–Marseille anschloss und der mit nur wenigen Kunstbauwerken auskam. Zuvor schon waren Teilabschnitte eröffnet worden: Am 23. April 1888 bis Salernes und am 27. August bis Barjols. Der Abschnitt östlich von Draguignan wurde im Sommer 1889 für öffentlich erklärt. Im Jahr darauf wurde mit den Arbeiten begonnen. Der Streckenabschnitt bis Grasse konnte am 8. November 1890 eröffnet werden. Damit war die Strecke die erste Schmalspur-Bahnstrecke in Frankreich mit einer Länge von mehr als 100 km. Die Bahnlinie befriedigte die Anrainergemeinden nicht, weil auf der kurvigen Strecke mit vielen Halten nur ein sehr langsames Vorwärtskommen möglich war. Die Durchschnittsgeschwindigkeit lag unter 20 km/h; 1912 dauerte die Fahrt auf der Gesamtstrecke elf Stunden.
Beim Bau gab es eine weitere Besonderheit: Aus strategischen Gründen bestand der Staat darauf, mit normalspurigen Zügen von Nizza aus bis nach Draguignan gelangen zu können, weil dort eine große Militäranlage war. Die Militärstrategen befürchteten einen feindlichen Angriff von See her gegen die Küstenbahnlinie in Höhe der Baie des Anges. So wurden auf der Strecke Draguignan–Nizza zunächst Vierschienen-, später Dreischienengleise verlegt, damit Züge in Normal- und Meterspur auf der gleichen Trasse fahren konnten.
Die schwerfälligen Dampflokomotiven wurden 1935 durch Dieseltriebwagen ersetzt. Die durchschnittliche Anzahl von Fahrgästen stieg dadurch von 8,8 auf 17,9 Passagiere pro Zug an.
Am Morgen des 24. August 1944 erlitt die Strecke ihr jähes Ende. Ein deutsches Heereskommando zündete auf dem Rückzug vor den Alliierten der Operation Dragoon Sprengladungen an vier wichtigen Brücken. An dem Loup-Viadukt wurden dabei vier Bögen zerstört, am Viadukt Pascaressa und der Metallbrücke von Siagne jeweils zwei. Auch an der Manda-Brücke über den Var gab es eine Sprengung.
Bereits am 27. August 1944 wurde der Bahnverkehr auf dem westlichen Abschnitt Meyrargues–Draguignan wieder aufgenommen. Ab 5. September fuhren auch östlich von Draguignan wieder Züge, wo Güterverkehr bis Montauroux und Personenverkehr von Draguignan bis Tanneron, unmittelbar vor dem zerstörten Siagneviadukt, angeboten wurde. Von dort bis Nizza bestand ab 1. November 1944 eine Omnibus-Verbindung als Bahnersatz.
Während die Manda-Brücke im Winter 1945/46 wieder repariert wurde, unterblieb der Wiederaufbau der übrigen Brücken aus Kostengründen. Die 1944 zunächst auf 15 Millionen Francs bezifferte Schadenssumme stieg nach weiteren Prüfungen sowie inflationsbedingt bis 1947 auf 70 Millionen Francs. Zugleich nahm die Zahl der Fahrgäste in den späten 1940er-Jahren durch die Konkurrenz des Straßenverkehrs deutlich ab. Im Güterverkehr war Bauxit aus den zwischen Varages und Aups-Sillans gelegenen Abbaustätten vor dem Krieg eines der wichtigsten Transportgüter, das jedoch nach 1944 nur noch in geringeren Mengen abgebaut und ab 1949 ausschließlich per Lkw befördert wurde. Nachdem eine Stilllegung aus Unwirtschaftlichkeit bereits 1948 erwogen wurde, fiel am 14. Dezember 1949 der Beschluss zur Streckenschließung zum 2. Januar 1950. Die Entwidmung fand zum 1. November statt, ab Sommer 1951 wurden die Gleise abgebaut und die Bahnanlagen den Gemeinden übergeben.
Die historischen Dampfzüge auf der Bahnstrecke Nizza–Digne-les-Bains heißen heute öffentlichkeitswirksam ebenfalls Train des Pignes, deren Firmenemblem heute ein zentraler Pinienzapfen schmückt. Diese Bezeichnung war aber ursprünglich den Zügen auf der Strecke Meyrargues–Nizza vorbehalten.

## Medien
- La comédie du train des Pignes bei IMDb. Film von Philippe Léotard, Regie: François de Chavannes (* 1940), Frankreich 1976